# Bożek miłości
Bożek miłości (ang. God of Love) – amerykański film krótkometrażowy z 2010 roku w reżyserii i na podstawie scenariusza Luke'a Matheny'ego.

## Nagrody
| Nazwa nagrody | Wygrane                                                   | Nominacje    |
| ------------- | --------------------------------------------------------- | ------------ |
| Oscar         | 2011 Najlepszy krótkometrażowy film aktorski Luke Matheny | 2011 wygrana |